# كاسبر ويستار
كاسبر ويستار (Caspar Wistar) طبيب أمريكي، ولد في 13 سبتمبر 1761 وتوفي في 22 يناير 1818.